# Gran Premio de Argentina de Motociclismo de 1995
El Gran Premio de la República Argentina de 1995 fue la decimosegunda prueba del Campeonato del Mundo de Motociclismo de 1995. Tuvo lugar en el fin de semana del 22 al 24 de septiembre de 1995 en el Autódromo Oscar y Juan Gálvez, situado en la ciudad de Buenos Aires, Argentina. La carrera de 500cc fue ganada por Mick Doohan, seguido de Daryl Beattie y Luca Cadalora. Max Biaggi ganó la prueba de 250cc, por delante de Tetsuya Harada y Doriano Romboni. La carrera de 125cc fue ganada por Emilio Alzamora, Masaki Tokudome fue segundo y Dirk Raudies tercero.

## Resultados 500cc
| Pos. | Piloto               | Moto          | Tiempo    | Pts. |
| ---- | -------------------- | ------------- | --------- | ---- |
| 1    | Mick Doohan          | Honda         | 47:30.236 | 25   |
| 2    | Daryl Beattie        | Suzuki        | +2.293    | 20   |
| 3    | Luca Cadalora        | Yamaha        | +9.034    | 16   |
| 4    | Àlex Crivillé        | Honda         | +10.675   | 13   |
| 5    | Loris Capirossi      | Honda         | +21.588   | 11   |
| 6    | Norifumi Abe         | Yamaha        | +22.006   | 10   |
| 7    | Carlos Checa         | Honda         | +30.488   | 9    |
| 8    | Alex Barros          | Honda         | +38.080   | 8    |
| 9    | Shinichi Itoh        | Honda         | +38.196   | 7    |
| 10   | Neil Hodgson         | Yamaha        | +50.555   | 6    |
| 11   | Juan Borja           | ROC Yamaha    | +51.177   | 5    |
| 12   | Bernard Garcia       | ROC Yamaha    | +1:15.890 | 4    |
| 13   | James Haydon         | Harris Yamaha | +1:18.132 | 3    |
| 14   | Sean Emmett          | Harris Yamaha | +1:18.340 | 2    |
| 15   | Adrian Bosshard      | ROC Yamaha    | +1:21.413 | 1    |
| 16   | Laurent Naveau       | ROC Yamaha    | +1:26.404 |      |
| 17   | Marc Garcia          | ROC Yamaha    | +1:31.564 |      |
| 18   | Eugene McManus       | Harris Yamaha | +1 Vuelta |      |
| 19   | Lucio Pedercini      | ROC Yamaha    | +1 Vuelta |      |
| 20   | Cristiano Migliorati | Harris Yamaha | +1 Vuelta |      |
| 21   | Lee Pullan           | Harris Yamaha | +1 Vuelta |      |
| Ret  | Scott Gray           | Harris Yamaha |           |      |
| Ret  | José Kuhn            | ROC Yamaha    |           |      |
| Ret  | Bernard Haenggeli    | ROC Yamaha    |           |      |
| Ret  | Frédéric Protat      | ROC Yamaha    |           |      |
| Ret  | Jeremy McWilliams    | Yamaha        |           |      |
| Ret  | Scott Russell        | Suzuki        |           |      |
| Ret  | Jean Pierre Jeandat  | Paton         |           |      |
| Ret  | Loris Reggiani       | Aprilia       |           |      |
| Ret  | Marco Papa           | ROC Yamaha    |           |      |

- Pole Position: Luca Cadalora, 1:44.384
- Vuelta Rápida: Daryl Beattie, 1:44.654

## Resultados 250cc
| Pos. | Piloto                   | Moto    | Tiempo    | Pts. |
| ---- | ------------------------ | ------- | --------- | ---- |
| 1    | Max Biaggi               | Aprilia | 44:48.738 | 25   |
| 2    | Tetsuya Harada           | Yamaha  | +0.204    | 20   |
| 3    | Doriano Romboni          | Honda   | +7.083    | 16   |
| 4    | Olivier Jacque           | Honda   | +7.680    | 13   |
| 5    | Jean-Philippe Ruggia     | Honda   | +7.866    | 11   |
| 6    | Ralf Waldmann            | Honda   | +10.154   | 10   |
| 7    | Tadayuki Okada           | Honda   | +29.242   | 9    |
| 8    | Jürgen Fuchs             | Honda   | +31.209   | 8    |
| 9    | Jurgen van den Goorbergh | Honda   | +34.993   | 7    |
| 10   | Roberto Locatelli        | Aprilia | +38.503   | 6    |
| 11   | Niall Mackenzie          | Aprilia | +43.936   | 5    |
| 12   | Luis d'Antin             | Honda   | +56.044   | 4    |
| 13   | Sebastián Porto          | Aprilia | +56.428   | 3    |
| 14   | Régis Laconi             | Honda   | +1:04.488 | 2    |
| 15   | Takeshi Tsujimura        | Honda   | +1:17.972 | 1    |
| 16   | Davide Bulega            | Honda   | +1:26.384 |      |
| 17   | José Barresi             | Honda   | +1:27.192 |      |
| 18   | Luis Maurel              | Honda   | +1:28.434 |      |
| 19   | Gregorio Lavilla         | Honda   | +1:44.665 |      |
| 20   | Pere Riba                | Aprilia | +1:47.132 |      |
| Ret  | Rubén Xaus               | Honda   |           |      |
| Ret  | Miguel Ángel Castilla    | Honda   |           |      |
| Ret  | José Luis Cardoso        | Aprilia |           |      |
| Ret  | Bernd Kassner            | Aprilia |           |      |
| Ret  | Nobuatsu Aoki            | Honda   |           |      |
| Ret  | Kenny Roberts Jr         | Yamaha  |           |      |
| Ret  | Patrick vd Goorbergh     | Aprilia |           |      |
| Ret  | Adolf Stadler            | Aprilia |           |      |
| Ret  | Jean-Michel Bayle        | Aprilia |           |      |
| Ret  | Juan Federico Gartner    | Honda   |           |      |
| Ret  | Massimiliano d'Agnano    | Aprilia |           |      |
| Ret  | Roberto van Keulen       | Yamaha  |           |      |
| Ret  | Marcos Cativa Tolosa     | Yamaha  |           |      |

- Pole Position: Jean-Michel Bayle, 1:46.667
- Vuelta Rápida: Max Biaggi, 1:46.214

## Resultados 125cc
| Pos. | Piloto             | Moto    | Tiempo    | Pts. |
| ---- | ------------------ | ------- | --------- | ---- |
| 1    | Emilio Alzamora    | Honda   | 43:03.230 | 25   |
| 2    | Masaki Tokudome    | Aprilia | +12.520   | 20   |
| 3    | Dirk Raudies       | Honda   | +12.714   | 16   |
| 4    | Akira Saito        | Honda   | +12.967   | 13   |
| 5    | Oliver Koch        | Aprilia | +13.516   | 11   |
| 6    | Herri Torrontegui  | Honda   | +13.612   | 10   |
| 7    | Peter Öttl         | Aprilia | +16.526   | 9    |
| 8    | Jorge Martínez     | Yamaha  | +18.280   | 8    |
| 9    | Tomomi Manako      | Honda   | +18.594   | 7    |
| 10   | Hideyuki Nakajoh   | Honda   | +19.241   | 6    |
| 11   | Takehiro Yamamoto  | Honda   | +19.514   | 5    |
| 12   | Yoshiaki Katoh     | Yamaha  | +20.298   | 4    |
| 13   | Noboru Ueda        | Honda   | +31.804   | 3    |
| 14   | Haruchika Aoki     | Honda   | +36.006   | 2    |
| 15   | Yoshiyuki Sugai    | Honda   | +39.017   | 1    |
| 16   | Manfred Geissler   | Aprilia | +42.130   |      |
| 17   | Stefan Prein       | Honda   | +50.016   |      |
| 18   | Gabriele Debbia    | Yamaha  | +1 Vuelta |      |
| 19   | Markus Ober        | Honda   | +1 Vuelta |      |
| 20   | Damian Pereyra     | Yamaha  | +1 Vuelta |      |
| 21   | Pablo Zeballos     | Yamaha  | +1 Vuelta |      |
| 22   | Gaston Ruaben      | Yamaha  | +1 Vuelta |      |
| 23   | Hiroyuki Kikuchi   | Honda   | +1 Vuelta |      |
| Ret  | Nestor Amoroso     | Aprilia |           |      |
| Ret  | Gianluigi Scalvini | Aprilia |           |      |
| Ret  | Stefano Perugini   | Aprilia |           |      |
| Ret  | Massimo d'Agnano   | Aprilia |           |      |
| Ret  | Josep Sarda        | Honda   |           |      |
| Ret  | Kazuto Sakata      | Aprilia |           |      |
| Ret  | Luigi Ancona       | Honda   |           |      |
| Ret  | Ken Miyasaka       | Horex   |           |      |
| Ret  | Tomoko Igata       | Honda   |           |      |
| Ret  | Andrea Ballerini   | Aprilia |           |      |

- Pole Position: Emilio Alzamora, 1:51.157
- Vuelta Rápida: Takehiro Yamamoto, 1:51.217